# 마이클 디비아시
마이클 디비아시("Iron" Mike DiBiase, 1923년 12월 24일 ~ 1969년 7월 2일)는 미국의 프로 레슬러이다. 텍사스주에서 태어났다. 아들인 "밀리언 달러맨" 테드 디비아시 1세와 손자들인 마이클 디비아시, 테드 디비아시 2세, 브렛 디비아시로 모두 프로 레슬러이다.

## 수상
- AWA 미드웨스트 헤비웨이트챔피언 3회
- NWA 미드웨스트 태그팀 챔피언 2회 - 밥 오턴 (1회) , 더 어벤저 (1회)
- NWA 센트럴 스테이츠 헤비웨이트 챔피언 3회
- NWA 브레스 너클 챔피언 2회 - 플로리다 버전 (1회) , 텍사스 버전 (1회)
- NWA 사우던 헤비웨이트 챔피언 1회
- NWA 월드 태그팀 팸피언 1회 - 대니 플레차스
- NWA 월드 주니어 헤비웨이트 챔피언 1회
- NWA 인터내셔널 태그팀 챔피언 1회 - 대니 플레차스
- NWA 노쓰 아메리칸 헤비웨이트 챔피언 - 3회
- NWA 노쓰 아메리칸 태그팀 챔피언 4회 - 대니 플레차스 (2회), 닥터 X (1회) , 프리츠 본 에릭 (1회)
- NWA 사우쓰웨스트 주니어 헤비웨이트 챔피언 1회
- NWA 퍼시픽 노스웨스트 헤비웨이트 챔피언 1회
- NWA 텍사스 태그팀 챔피언 2회 - 대니 플레차스
- WWA 아메리카스 헤비웨이트 챔피언 1회
- WWA 월드 헤비웨이트 챔피언 1회
- WWA 월드 태그팀 챔피언 1회 - 킬러 칼 콕스
- 락키 마운틴 헤비웨이트 챔피언 1회
- 락키 마운틴 태그팀 챔피언 1회 - 후안 가르시아